# العلاقات الهندية الباهاماسية
العلاقات الهندية الباهاماسية هي العلاقات الثنائية التي تجمع بين الهند وباهاماس.

## مقارنة بين البلدين
هذه مقارنة عامة ومرجعية للدولتين:
| وجه المقارنة                                              | الهند                       | باهاماس      |
| --------------------------------------------------------- | --------------------------- | ------------ |
| المساحة (كم2)                                             | 3.29 مليون                  | 13.88 ألف    |
| عدد السكان (نسمة)                                         | 1.35 مليار                  | 395.36 ألف   |
| الكثافة السكانية (ن./كم²)                                 | 410.33                      | 28.48        |
| العاصمة                                                   | نيودلهي                     | ناساو        |
| اللغة الرسمية                                             | اللغة الهندية، لغة إنجليزية | لغة إنجليزية |
| العملة                                                    | روبية هندية                 | دولار بهامي  |
| الناتج المحلي الإجمالي (بليون دولار)                      | 2.60 تريليون                | 12.16 مليار  |
| الناتج المحلي الإجمالي (تعادل القوة الشرائية) بليون دولار | 8.00 تريليون                | 8.92 مليار   |
| الناتج المحلي الإجمالي الاسمي للفرد دولار أمريكي          | 1.60 ألف                    | 22.82 ألف    |
| الناتج المحلي الإجمالي للفرد دولار أمريكي                 | 5.70 ألف                    |              |
| مؤشر التنمية البشرية                                      | 0.609                       | 0.790        |
| رمز المكالمات الدولي                                      | +91                         | +1242        |
| رمز الإنترنت                                              | .in، .भारत ‏، .بھارت ‏،        | .bs          |
| المنطقة الزمنية                                           | ت ع م+05:30، توقيت الهند    | 00           |

## منظمات دولية مشتركة
يشترك البلدان في عضوية مجموعة من المنظمات الدولية، منها:
| علم المنظمة | اسم المنظمة                        | تاريخ انضمام الهند | تاريخ انضمام باهاماس |
| ----------- | ---------------------------------- | ------------------ | -------------------- |
|             | يونسكو                             | 4 نوفمبر 1946      | 23 أبريل 1981        |
|             | الفريق المعني برصد الأرض           | ?                  | ?                    |
|             | مؤسسة التمويل الدولية              | 20 يوليو 1956      | 8 ديسمبر 1986        |
|             | منظمة حظر الأسلحة الكيميائية       | ?                  | ?                    |
|             | مؤسسة التنمية الدولية              | 24 سبتمبر 1960     | 23 يونيو 2008        |
|             | وكالة ضمان الاستثمار متعدد الأطراف | 6 يناير 1994       | 4 أكتوبر 1994        |
|             | الاتحاد البريدي العالمي            | ?                  | ?                    |
|             | الاتحاد الدولي للاتصالات           | 1869               | 19 أغسطس 1974        |
|             | منظمة الشرطة الجنائية الدولية      | ?                  | ?                    |
|             | الأمم المتحدة                      | 30 أكتوبر 1945     | 18 سبتمبر 1973       |
|             | البنك الدولي للإنشاء والتعمير      | 27 ديسمبر 1945     | 21 أغسطس 1973        |
|             | دول الكومنولث                      | 15 أغسطس 1947      | ?                    |

## وصلات خارجية
- موقع وزارة الخارجية الهندية